# 鈴木竹柏
鈴木 竹柏（すずき ちくはく、1918年12月4日 - 2020年2月7日）は、日本画家、日本芸術院会員。日展の事務局長や理事長、会長を歴任。神奈川県生まれ。

## 来歴
- 本名・賢吉。逗子開成中学校卒。
- 1936年 中村岳陵に師事
- 1956年 第12回日展特選
- 1958年 第1回日展特選入賞
- 1962年 第5回日展菊華賞受賞
- 1981年 日展文部大臣賞
- 1987年 日本芸術院賞
- 1991年 日本芸術院会員
- 1994年 勲三等瑞宝章[1]
- 2007年 文化功労者[2]
- 2020年 死去[3]。101歳没